# Zaúr Botáyev
Zaúr Amaludínovich Botáyev (en ruso: Заур Амалудинович Ботаев; Jasaviurt, 6 de mayo de 1979) es un deportista ruso de origen daguestano que compitió en lucha libre.
Ganó una medalla de bronce en el Campeonato Mundial de Lucha de 2002 y una medalla de oro en el Campeonato Europeo de Lucha de 2002.

## Palmarés internacional
| Campeonato Mundial | Campeonato Mundial | Campeonato Mundial | Campeonato Mundial |
| Año                | Lugar              | Medalla            | Categoría          |
| ------------------ | ------------------ | ------------------ | ------------------ |
| 2002               | Teherán (Irán)     | Medalla de bronce  | 66 kg              |
| Campeonato Europeo |                    |                    |                    |
| Año                | Lugar              | Medalla            | Categoría          |
| 2002               | Bakú (Azerbaiyán)  | Medalla de oro     | 66 kg              |